# Ток (село)
Ток (рум. Toc) — село у повіті Арад в Румунії. Входить до складу комуни Севиршин.
Село розташоване на відстані 343 км на північний захід від Бухареста, 79 км на схід від Арада, 129 км на південний захід від Клуж-Напоки, 88 км на схід від Тімішоари.

## Населення
За даними перепису населення 2002 року у селі проживали 434 особи, з них 432 особи (99,5%) румунів. Рідною мовою 431 особа (99,3%) назвала румунську.